# Tibor Radó
Tibor Radó (Budapeste, 2 de junho de 1895 — New Smyrna Beach, 29 de dezembro de 1965) foi um matemático húngaro.
Imigrou para os Estados Unidos após a Primeira Guerra Mundial. Nascido em Budapeste, entre 1913 e 1915 frequentou a Universidade Eötvös Loránd. Na Primeira Guerra Mundial foi primeiro-tenente do Exército Húngaro, sendo capturado no front russo. Escapou de um campo de prisioneiros na Sibéria e após caminhar milhares de quilômetros pelo ártico retornou à Hungria.
Em 1923 obteve o doutorado na Universidade de Szeged, onde depois trabalhou por pouco tempo, indo então para a Alemanha com uma bolsa de pesquisa da Fundação Rockefeller.Em 1929 foi para os Estados Unidos, onde lecionou na Universidade Harvard e na Universidade Rice, tornando-se depois professor do Departamento de Matemática da Universidade do Estado de Ohio em 1930. Em 1935 obteve a cidadania estadunidense.
Em 1933 publicou "On the Problem of Plateau", no qual apresentou uma solução do problema de Plateau, e em 1935 publicou "Subharmonic Functions".
Na Segunda Guerra Mundialfoi consultor científico governamental, interrompendo sua carreira universitária.
Foi diretor do Departamento de Matemática da Universidade do Estado de Ohio em 1948.